# لیستریا مونوسیتوژنز
باکتری لیستریا مونوسیتوژنز گونه‌ای از باکتری‌های بیماری‌زاست که موجب عفونت لیستریوسیس می‌گردد. این باکتری بی‌هوازی اختیاری است و قادر به زنده ماندن در حضور و نبودن اکسیژن است و به عنوان عامل ایجاد کنندهٔ طیف وسیعی از بیماری‌ها در انسان و حیوانات می‌باشد. تظاهرات لیستریوزیس شامل سپتیسمی، مننگوانسفالیت (التهاب مغز و پرده‌های مغزی)، زایمان زودرس و سقط جنین در انسان‌ها، به ویژه در افرادی از جمله زنان باردار، افراد دارای نقص سیستم ایمنی، جنین، نوزادان و افراد مسن می‌باشد.این باکتری می‌تواند درون سلول‌های میزبان رشد کرده و تولیدمثل کند و یکی از بدترین عوامل بیماریزای ناشی از عفونت مواد غذایی است. ۲۰ تا ۳۰ درصد از عفونت غذایی ناشی از لیستریوسیس در افرادی که در معرض خطر بالایی قرار دارند کشنده است. این باکتری توانایی زنده ماندن در یخچال و دمای ۴ درجه سانتی گراد و PH کم و نمک بالا را دارد.

## مورفولوژی
لیستریا مونوسیتوژنز یک باسیل کوتاه، گرم مثبت، کاتالاز مثبت، متحرک و بدون اسپور می‌باشد.

## کشت و خصوصیات رشد
لیستریا بر روی محیط آگار حاوی ۵ درصد خون گوسفند رشد کرده و هاله کوچک همولیز تولید می‌کند. اسکولین را هیدرولیز می‌کند و با مصرف هیدرات‌های کربن مختلف تولید اسید (بدون گاز) می‌نماید.

## بیماری‌زایی
پس از خوردن غذاهای آلوده مانند پنیر و سبزیجات از طریق دستگاه گوارش وارد بدن انسان می‌شود. این باکتری دارای پروتئین‌های ادهیژن (adhesion) (مانند پروتئین‌های فلاژلین) می‌باشد که موجب اتصال باکتری به سلول میزبان می‌شود. پس از اتصال وارد سلول‌های اپی تلیال شده و در داخل یک فاگولیزوزوم محصور می‌شود. سپس توسط آنزیمی که دارد غشای فاگولیزوزوم را لیز کرده و به داخل سیتوپلاسم سلول اپی تلیال رفته و در آنجا شروع به تکثیر می‌کند. تکثیر زیاد باکتری در سلول موجب ایجاد برآمدگی‌های به نام فیلوپود در سلول شده و سلول‌های مجاور، ماکروفاژها و هپاتوسیت‌ها آن را هضم کرده و مجددا لیستریا آزاد شده و این سیکل ادامه پیدا می‌کند.